# جمعية ناخبي جنوب شليسفيغ
جمعية ناخبي جنوب شليسفيغ (بالألمانية: Südschleswigscher Wählerverband)‏ (بالدنماركية: Sydslesvigsk Vælgerforening)‏ (بالفريزية الغربية: Söödschlaswiksche Wäälerferbånd)‏ تُختصر (SSW)؛ حزب سياسي إقليمي في شليسفيغ هولشتاين في شمال ألمانيا. يمثل الحزب الأقليات الدنماركية والفريزية في الدولة.